# Neustussenschot
Het neustussenschot of septum nasi (kortweg septum) scheidt de beide neusholten.
Het wordt gevormd door het loodrechte deel van het zeefbeen, het ploegschaarbeen en het kraakbenige tussenschot aan de voorzijde.
Normaliter staat het neustussenschot recht, maar door trauma of aangeboren afwijking kan het scheef (komen te) staan en aanleiding tot verstopping geven wat makkelijk sinusitis kan veroorzaken. Door een scheef neustussenschot kan een nasaal stemgeluid optreden. Ook een bloedneus ontstaat makkelijk bij een scheef neustussenschot. Een problemen veroorzakend scheef neustussenschot kan met behulp van een operatie worden rechtgezet (septumcorrectie).
Onder het septum bevindt zich het filtrum, de verticale sleuf in de bovenlip.